# Eerste klasse 2010-11 (basketbal België)
Seizoen 2010-2011 van de Ethias League, de hoogste basketbalklasse in België, was de 64e editie en telde negen clubs en eindigde met play-offs in mei. De Ethias League 2010-11 startte in het weekend van 2 oktober.
De reeks bestaat ook dit jaar uit 9 ploegen, in plaats van 10, omdat de kampioen uit 2de nationale, BBC De Westhoek Zwevezele niet voldeed aan de nodige licentievoorwaarden. Ook een nieuw Limburgs project, Limburg Energy, voldeed niet aan de licentievoorwaarden. Dit jaar kan dus met andere woorden een team uit de tweede divisie naar de Ethias League promoveren, maar er kan niemand degraderen.
Alle ploegen spelen vier keer tegen elkaar, 2 keer thuis, 2 keer op verplaatsing. In mei start dan de eindronde, de zogenoemde play-offs, waar de zes hoogst geklasseerde ploegen onderling uitmaken wie kampioen wordt. De kampioen werd uiteindelijk grootmacht Spirou Charleroi.

## Teams
De negen teams voor het seizoen 2010-11 zijn:
1. Optima Gent
2. Telenet Oostende
3. Stella Artois Leuven Bears
4. Spirou Charleroi
5. Antwerp Giants
6. Dexia Mons-Hainaut
7. Belgacom Liège Basket
8. Okapi Aalstar
9. Royal BC Verviers-Pepinster

## Eindklassement
Er wordt gewerkt met percentages, namelijke hoeveel matchen een team procentueel heeft gewonnen ten opzichte van het aantal matchen dat het team heeft gespeeld. In de eerste kolom zie je het aantal gewonnen en verloren matchen, in kolom twee het percentage gewonnen matchen.
VET= plaatsen zich voor play-offs
| 1. Spirou Basket Charleroi    | 25-7  | 78,1% |
| 2. Generali Okapi Aalstar     | 22-10 | 68,8% |
| 3. Dexia Mons-Hainaut         | 21-11 | 65,6% |
| 4. Telenet BC Oostende        | 20-12 | 62,5% |
| 5. Antwerp Giants             | 17-15 | 53,1% |
| 6. Stella Artois Leuven Bears | 13-19 | 40,6% |
| 7. VOO Verviers-Pepinster     | 11-21 | 34,4% |
| 8. Belgacom Liège Basket      | 10-22 | 31,3% |
| 9. Optima Gent                | 5-27  | 15,6% |

## Play-offs
Na de reguliere competitie, die 36 speeldagen duurde, startten de play-offs, waar de beste 6 teams aan deelnamen. Het is in deze eindronde dat de kampioen bepaald wordt. De eerste en tweede mochten in de eerste ronde rusten, terwijl 3 tegen 6 en 4 tegen 5 speelden. Wie het eerst twee keer won, ging door. De in het klassement hoogst geplaatste ploeg had thuisvoordeel, wat betekende dat die ploeg bij 1-1 thuis mocht spelen. In de tweede ronde speelde de eerste tegen de in het klassement laagst geplaatste ploeg die in de 2de ronde zat. De tweede in het klassement speelde tegen de andere gekwalificeerde. De winnaars speelden tegen elkaar de finale (om het eerst 3 keer winnen) en beslisten dus onderling wie kampioen werd.
VET= plaatsten zich voor de volgende ronde

### Ronde 1
Er werd gespeeld in een Best of 3.
| Ploegen                                           | Uitslagen           | Eindstand |
| ------------------------------------------------- | ------------------- | --------- |
| Telenet BC Oostende vs. Antwerp Giants            | 87-80, 58-74, 77-72 | 2-1       |
| Dexia Mons-Hainaut vs. Stella Artois Leuven Bears | 81-54, 82-89, 85-74 | 2-1       |

### Halve finales
Er werd gespeeld in een Best of 3.
| Ploegen                                         | Uitslagen           | Eindstand |
| ----------------------------------------------- | ------------------- | --------- |
| Spirou Basket Charleroi vs. Telenet BC Oostende | 71-59, 74-70        | 2-0       |
| Generali Okapi Aalstar vs. Dexia Mons-Hainaut   | 72-54, 78-84, 79-59 | 2-1       |

### Finale
Er werd gespeeld in een Best of 5.
| Ploegen                                            | Uitslagen           | Eindstand |
| -------------------------------------------------- | ------------------- | --------- |
| Spirou Basket Charleroi vs. Generali Okapi Aalstar | 64-60, 94-68, 59-53 | 3-0       |

Het is de tiende titel voor Spirou Basket Charleroi, de vierde op een rij.

## Europees basketbal

### Wie speelt Europees in 2010-2011?
Vorig seizoen plaatsten volgende clubs zich voor de Europese competities van 2010-11:
- Voorrondes Euroleague: Spirou Basket Charleroi
- Voorrondes Eurocup: Belgacom Liége Basket
- Eurochallenge: Base BC Oostende
- Voorrondes Eurochallenge: Generali Okapi Aalstar en Antwerp Giants. Ten slotte kreeg Dexia Mons-Hainaut een wildcard.

### Hoe deden de Belgische ploegen het Europees?
- Spirou Basket Charleroi overleefde opvallend de drie voorrondes van de Euroliga tegen respectievelijk Nymburk uit Tsjechië, Kazan uit Rusland en Berlijn uit Duitsland. In de groepsfase nemen ze het op tegen het Spaanse Madrid, Athene uit Griekenland, het Duitse Bamberg, Málaga uit Spanje en het Italiaanse Rome. Uiteindelijk eindigde Charleroi op de laatste plaats, ondanks enkele mooie zeges.
- Belgacom Liège Basket moest het in de voorronde van de Eurocup opnemen tegen het Israëlische Jeruzalem. Het verloor twee keer en werd afgeleid naar de groepsfase van de Eurochallenge. Daarin ontmoette het Norköpping uit Zweden, Netanya uit Israël en Ankara uit Turkije. Het werd uitgeschakeld, omdat het derde eindigde.
- Telenet BC Oostende was rechtstreeks geplaatst voor de Eurochallenge- groepsfase. Daarin nam het het op tegen Mons, de eerste Europese wedstrijden in de Belgische geschiedenis waarin twee teams uit hetzelfde land het tegen elkaar opnamen, en Nancy en Orléans uit Frankrijk. Na een mooie eerste plaats nam Oostende het in de volgende ronde op tegen Koeban uit Rusland, Prostejov uit Tsjechië en Zadar uit Kroatië. Oostende werd groepswinnaar en plaatste zich zo voor de kwartfinales, een "Best of three" tegen Ventspils uit Letland. Na spannende duels haalde Oostende het met 2-1. Zo plaatste het zich voor de Final Four. In de halve finale namen ze het op tegen Novo Mesto uit Slovenië, een ploeg die eerder al in de groep van Bergen zat. Ook Oostende verloor. Het won wel nog de kleine finale tegen Sint-Petersburg uit Rusland.
- Generali Okapi Aalstar moest het in de voorronde van de Eurochallenge opnemen tegen Norrköping uit Zweden. Ze werden na twee nederlagen uitgeschakeld.
- Antwerp Giants moest het in de voorronde van de Eurochallenge opnemen tegen Minsk uit Wit-Rusland. Ze gingen door naar de groepsfase. Daarin wachtten Koeban uit Rusland, Boekarest uit Roemenië en Moskou, ook al uit Rusland. Antwerp ging door naar de volgende ronde. Tegenstanders waren Novo Mesto uit Slovenië, Karşıyaka SK uit Turkije en Mons, opnieuw Belgische matchen dus. Antwerp werd laatste in deze groep en was dus uitgeschakeld.
- Dexia Mons-Hainaut moest het in de voorronde van de Eurochallenge opnemen tegen Sopot uit Polen en ging net als Antwerp door naar de groepsfase na twee zeges. Het kwam uit in dezelfde groep als Oostende, en ook Mons stootte door. In de volgende ronde wachtte de groep van de Antwerp Giants. Ook Mons kon zich niet kwalificeren, het eindigde derde.

### Wie speelt volgend jaar Europees?
Dit seizoen plaatsten volgende clubs zich voor de Europese competities van 2011-12:
- Voorrondes Euroleague: Spirou Charleroi
- Voorrondes Eurocup: Telenet Oostende Dexia Mons-Hainaut
- Eurochallenge: Antwerp Giants Okapi Aalstar